# Кабрера, Паскуаль
Паскуаль Кабрера (исп. Pascual Cabrera, даты жизни неизвестны) — уругвайский футболист, полузащитник чемпион Южной Америки 1926 года.

## Карьера
Кабрера играл за «Дефенсор Спортинг» как минимум с 1913 по 1914 год. В первый год команда выступала в третьем дивизионе, выиграла лигу с 12 победами и только одним поражением от «Бельграно Ориенталь» и поднялась до второго дивизиона. Там клуб также триумфировал с девятью победами в десяти играх и получил повышение в высшую лигу в 1914 году. С 1924 по 1928 год Кабрера выступал за «Рампла Хуниорс». В 1927 году в составе клуба Кабрера стал чемпионом Уругвая, был игроком основы в том сезоне.
Кабрера выступал за сборную Уругвая, провёл шесть матчей. Дебютировал 25 мая 1924 года в матче Кубка Ньютона против Аргентины (поражение 4:0), все остальные пять матчей — против Парагвая, последний из которых состоялся 22 августа следующего года (0:0). Голов за сборную не забивал. Он был в составе команды на чемпионате Южной Америки 1926 года в Чили, где Уругвай выиграл чемпионский титул. Однако, он не играл в ходе турнира.

## Достижения
- Чемпион Уругвая: 1927
- Чемпион Южной Америки: 1926